# Senegambia (Kolonie)
Senegambia (bekannt auch in der engl. Bezeichnung Province of Senegambia) war im 18. Jahrhundert eine kurzzeitige britischen Kronkolonie (1765–1779) im Gebiet der heutigen Staaten Senegal und Gambia und war zwischen dem Königreich Frankreich und dem Königreich Großbritannien umstritten. Sie galt als erste formale Kolonie Großbritanniens in Westafrika.

## Geschichte
Das Königreich Großbritannien eroberte während des Siebenjährigen Krieges am 30. April 1758 die Handelsniederlassungen im französischen Senegal.
Nach Ende des Siebenjährigen Krieges (1756–1763) wurde das Gebiet mit dem Pariser Frieden 1763 an Großbritannien abgetreten und ab 1765 als Kronkolonie Senegambia weitergeführt. Im Zweiten Pariser Frieden von 1783, der auch unter dem Namen Verträge von Versailles von 1783 bekannt ist, wurde infolge der britischen Niederlage im Amerikanischen Unabhängigkeitskrieg zwischen dem Königreich Großbritannien und den Dreizehn Kolonien in Nordamerika, die von Frankreich unterstützt wurden, Teile Senegambias wieder an Frankreich abgetreten.
Der Name wurde im 20. Jahrhundert auch für die Konföderation Senegambia zwischen Senegal und Gambia verwendet.

## Liste der britischen Gouverneure
| Amtszeit                             | Name                               | Bemerkung                    |
| ------------------------------------ | ---------------------------------- | ---------------------------- |
| 30. April 1758 bis 10. Februar 1763  | Richard Alchorne Worge (1707–1774) |                              |
| 10. Februar 1763 bis 25. Mai 1765    | John Barnes                        |                              |
| 25. Mai 1765 bis November 1775       | Charles O’Hara (1740–1802)         |                              |
| November 1775 bis 8. Apr 1777        | Matthias MacNamara                 |                              |
| 8. April 1777 bis 18. August 1778    | John Clarke († 1778)               |                              |
| 18. August 1778 bis 11. Februar 1779 | William Lacy                       | Hat das Amt nicht angetreten |
| 18. August 1778 bis 11. Februar 1779 | George Fall                        | Stellvertreter für Lacy      |

| Amtszeit                             | Name                    | Bemerkung                                     |
| ------------------------------------ | ----------------------- | --------------------------------------------- |
| 25. Mai 1765 bis 24. Januar 1774     | Joseph Debat            | Gambia Superintendent of Trade bis April 1766 |
| 24. Januar 1774 bis August 1775      | William Myres           | Stellvertreter für O’Hara                     |
| August 1774 bis November 1775        | Matthias MacNamara      | Stellvertreter für O’Hara                     |
| November 1775 bis Dezember 1775      | Thomas Sharpless        | Stellvertreter für MacNamara                  |
| Dezember 1775 bis 8. August 1776     | Joseph Wall (1737–1802) | Stellvertreter für MacNamara                  |
| 8. August 1776 bis 1776              | George Fall             | Stellvertreter für MacNamara, 1. Amtszeit     |
| 1776 bis 18. August 1778             | William Lacy            | Stellvertreter für MacNamara dann für Clarke  |
| 18. August 1778 bis 11. Februar 1779 | George Fall             | Stellvertreter für Lacy, 2. Amtszeit          |